# Vidio
Vidio – indonezyjski serwis internetowy o charakterze platformy strumieniowej, umożliwiający udostępnianie i oglądanie treści wideo.
Platforma Vidio została założona w 2014 roku. Początkowo miała być lokalnym odpowiednikiem serwisu YouTube. W 2018 roku portal zaczął oferować usługi wideo na życzenie, przekształcając się w serwis VOD. Stał się również jedną z największych platform strumieniowych w Azji Południowo-Wschodniej.
Płatna usługa Vidio Premier oferuje dostęp do różnego rodzaju treści sportowych, dram koreańskich oraz produkcji filmowych, zarówno krajowych, jak i zagranicznych.
Pierwotnym właścicielem serwisu było przedsiębiorstwo Kreatif Media Karya. Następnie platforma przeszła w ręce firmy Surya Citra Media, która jest także operatorem kanałów telewizyjnych Indosiar i SCTV.
W 2020 roku aplikacja Vidio stała się najczęściej pobieraną aplikacją w sklepie Google Play w Indonezji. W tym samym roku serwis miał 40 mln aktywnych użytkowników. W maju 2018 r. serwis vidio.com był dwudziestą stroną WWW w kraju pod względem popularności (według danych Alexa Internet).